# José Lederer
José Lederer (* 8. September 1842 in Großwardein, Ungarn; † 4. November 1895 in Frankfurt am Main) war ein ungarischer Opernsänger (Tenor).

## Leben
Lederer nahm im Jahr 1859 am Sardinischen Krieg in Italien teil. 1862 erhielt er ein Engagement am ungarischen Volkstheater in Osen, anschließend am deutschen Theater in Pest und am Carltheater in Wien. In den Jahren 1863 und 1864 nahm Lederer Gesangsunterricht in Paris und Wien und ließ sich zum Tenor ausbilden. Ab 1865 trat er als Operettensänger auf und hatte Engagements an diversen deutschen Bühnen, u. a. auch am Berliner Hoftheater. Ab 1869 war er Erster Tenor an der Darmstädter Hofbühne. Seit 1871 gehörte er der Frankfurter Freimaurerloge „Zur Einigkeit“ an.
Am 13. Juli 1874 hielt er sich gerade als Kurgast in Kissingen auf, als dort der Magdeburger Böttchergeselle Eduard Kullmann ein Attentat auf den erstmals hier zur Kur weilenden Reichskanzler Otto von Bismarck verübte. Lederer ergriff den Attentäter. In der Provinzial-Correspondenz vom 15. Juli war anschließend darüber zu lesen: „Mit einem kräftigen Peitschenschlage fuhr der Kutscher dem Mörder nun über das Gesicht und gleichzeitig packte ein Badegast (der Hofschauspieler Lederer aus Darmstadt) denselben bei der Kehle. Umsonst bot der Mörder alle Mittel auf, sich seiner Festnahme zu entziehen (die Hand des Lederer trägt verschiedene Bißwunden), die Menschenmenge hielt ihn fest, man packte ihn an allen Theilen des Körpers, und fast hätte man ihn in Stücke gerissen, so groß war die Entrüstung über die verübte Frevelthat.“
Später war er als Erster Tenor am Frankfurter Stadttheater engagiert, wo er bis zu seinem Freitod am 4. November 1895 lebte.